# Али-Бердуковский
Али-Берду́ковский (кабард.-черк. Али Бердыкъуэ, Хьэгъуэндыкъуей) — аул в Хабезском районе Карачаево-Черкесской Республики.
Образует муниципальное образование «Али-Бердуковское сельское поселение», как единственный населённый пункт в его составе.

## География
Аул расположен в центральной части Хабезского района, на левом берегу реки Малый Зеленчук. Находится в 5 км к югу от районного центра Хабез и в 38 км к юго-западу от города Черкесск, на трассе Р265 Черкесск—Архыз.
Площадь территории сельского поселения составляет — 81,59 км².
Граничит с землями населённых пунктов: Жако на юге, Хабез на севере и Инжич-Чукун на северо-востоке. На западе и юго-западе земли сельского поселения переходят в пастбищные луга.
Населённый пункт расположен в предгорной зоне республики. Рельеф местности представляет собой холмистую равнину, расположенная между двумя хребтами. Средние высоты на территории сельского поселения составляют 757 метров над уровнем моря.
Гидрографическая сеть в основном представлена рекой Малый Зеленчук. В районе в неё впадают несколько малых притоков, наиболее крупными из которых являются левый приток — Бачбиишхо и правый приток — Кейбуко.
Климат влажный умеренный. Средняя годовая температура воздуха составляет +9,5°С. Наиболее холодный месяц — январь (среднемесячная температура —4°С), а наиболее тёплый — июль (+22°С). Заморозки начинаются в начале декабря и заканчиваются в начале апреля. Среднее количество осадков в год составляет около 750 мм в год. Основная их часть приходится на период с апреля по июнь.

## История
Происхождение аула связано с «беглыми» кабардинцами, которые жили в районе Пятигорья у подножья горы Машук. Интенсивное русское заселение, начало быстрыми темпами вытеснять черкесские аулы остававшиеся в районе Пятигорья.
В 1824 году большая часть населения аула Хагундокова, отошла к Кубани и осела в районе современного села Мара, где аул пробыл около года. Но очередное нападение на аул в 1825 году, вынудило их уйти дальше.
После этого Хагундоковы обосновались на Ахмет-горе. Затем переселились к окраине станицы Сторожевая. Но не прижившись и там отошли к долине реки Маруха.
В 1828 году Хагундоковы получили разрешение осесть в районе современной станицы Кардоникская. Но из-за стычек с казаками осевших в этих местностях, Хагундоковы отошли в местность «Шыбэгыкъуэ».
В 1830 году аул переселился к реке Малый Зеленчук и осела у подножия башни Адиюх. Через год, население аула поднялась чуть выше и обосновалась на том месте, где живут и по сей день.
В 1929 году постановлением Президиума ВЦИК аул Хахандуковский (кабард.-черк. Хьэгъуэндыкъуей) был переименован в Барачат-Жиле (кабард.-черк. Берычэт Жылэ).
В 1931 году переименован в Али-Бердуковский, в честь революционера Али Бердукова.
Ныне название Хагундоково также носят кварталы сёл Малка и Каменномостское в Кабардино-Балкарии.

## Население
| 1970  | 2002  | 2010  | 2012  | 2013  | 2014  | 2015  |
| ----- | ----- | ----- | ----- | ----- | ----- | ----- |
| 3292  | ↗5071 | ↗5354 | ↗5371 | ↘5360 | ↗5368 | ↗5380 |
| 2016  | 2017  | 2018  | 2019  | 2020  | 2021  | 2023  |
| ↗5414 | ↗5445 | ↗5466 | ↗5492 | ↘5489 | ↘5447 | ↘5418 |
| 2024  | 2025  |       |       |       |       |       |
| ↗5433 | ↘5412 |       |       |       |       |       |

Плотность — 66.33 чел./км².
Национальный состав
По данным Всероссийской переписи населения 2010 года:
| Народ   | Численность, чел. | Доля от всего населения, % |
| ------- | ----------------- | -------------------------- |
| черкесы | 5295              | 98,9 %                     |
| другие  | 59                | 1,1 %                      |
| всего   | 5354              | 100 %                      |

## Образование
- Средняя общеобразовательная школа № 1 — ул. Ленина, 40.
- Средняя общеобразовательная школа № 2 — ул. Кавказская, 25.
- Начальная школа Детский сад «Вагъуэ» — ул. Ленина, 38.
- Начальная школа Детский сад «Золушка» — ул. Школьная, 16.

## Здравоохранение
- Участковая больница — ул. Кооперативная, 32.

## Культура
- Дом культуры

## Ислам
В селе действуют две мечети в южной и северной части.

## Экономика
Основу экономики сельского поселения составляет сельское хозяйство. Наиболее развитым отраслем является животноводство. К югу от аула расположено предприятие — ОАО «Хабезский гипсовый завод», производящая сухие строительные смеси.

## Достопримечательности
- Башня Адиюх.
- Памятник жертвам Кавказской войны[21].
- Кольцо-гора — памятник природы, аналогичный тому, что находится в окрестностях Кисловодска и описан М. Ю. Лермонтовым в романе Герой нашего времени[22].

## Улицы
| А.Кушхова            |
| А.Махова             |
| Абхазская            |
| Аскерби Тхагапсова   |
| Б.Асланукова         |
| Братьев Тлимаховых   |
| Г.Шевхужева          |
| Гагарина             |
| Гогушева             |
| Джамбекова           |
| Джантемирова         |
| Дружбы               |
| Занова               |
| Зеленая              |
| имени Аслана Кештова |

| имени Заура Бештаова |
| имени Михаила Хутова |
| Кавказская           |
| Калмыкова            |
| Карданова            |
| Кооперативная        |
| Крайняя              |
| Ленина               |
| М.Анзорова           |
| М.Ионовой            |
| М.Нахушева           |
| М.Пхешхова           |
| М.Токбаева           |
| М.Х.Бемурзова        |
| М.Шевхужева          |

| Набережная  |
| Новая       |
| Октябрьская |
| Предгорная  |
| Прудная     |
| Пхешхова    |
| Р.Н.Кушхова |
| Сахарова    |
| Терешковой  |
| Тлюняева    |
| У.Хабекова  |
| Хахандукова |
| Шведова     |
| Школьная    |
| Шорова      |

## Известные уроженцы
- Абитов Владимир Кадырович — поэт-публицист.  Член Союза писателей СССР (с 1984 года), Народный поэт КЧР, Заслуженный журналист КБР.
- Абитов Хизир Яхьяевич — поэт-публицист. Член Союза писателей СССР (1984), народный поэт КЧР.
- Бемурзов Мухадин Хамидович — поэт-публицист, Заслуженный учитель и Народный Поэт КЧР. Член Союза писателей России.
- Кушхов Назир Камботович — автор эскиза Флага КЧР. Заслуженный художник КЧР.
- Хахандуков Рамазан Магометович —  писатель, журналист, педагог, драматург. Член Союза журналистов СССР.
- Шоров Хасин Мисостович — поэт-публицист, основатель музея истории аула Али-Бердуковский. Заслуженный учитель КЧР. Член союза писателей РФ.